# 籍貫

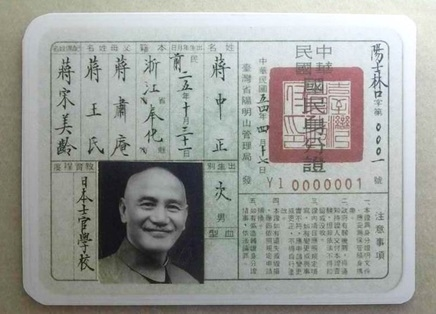
蔣介石の中華民国国民身分証（1965年発行）
「本籍」欄に「浙江省奉化県」とある

籍貫（せきかん、簡: 籍贯）とは、中華圏において「祖先の出身地」を意味する語であり、本籍とも呼ばれる。現代では「○○省××県」「○○省△△市」などのように県市級までの行政区画を表記するのが一般的である。

## 各地での運用

### 中華民国
1931年（民国20年）に国民政府が制定した戸籍法には本籍登記に関する規定が存在し、「子は父の本籍を自身の本籍とする」とされた。1946年から発行が開始された国民身分証にも「本籍」欄があり、1949年（民国38年）に中華民国政府が台湾に撤退した後も、長年に渡ってこの体制が維持された。このため、台湾に移住した外省人の子孫は、自身が台湾で生まれ育ったとしても本籍は中国大陸のままであり、「台湾人」として扱うことができなかった。やがて民主化運動が進展すると「本籍の運用が中華民国の現状に即していない」として規定の変更を求める声が上がるようになった。1992年（民国81年）、立法院は戸籍法を改正し、本籍を廃止して代わりに出生地を登記するよう改めた。

### 中華人民共和国
中国共産党では、1991年に党中央組織部と国家檔案局が制定した幹部檔案工作条例にて「党幹部は祖居地（父方の祖父が長く住んでいた場所）を『籍貫』として登録する必要がある」と規定されている。この「長く住んでいた」がどれくらいの期間であるのかは明記されておらず、各々の判断に任せられている。例えば、とある党員「A」の父が先祖代々住んでいた上海市から北京市に移住した場合、Aの籍貫は「上海市」となる。しかし、Aの子女の籍貫は「北京市」となる。2025年現在の党総書記である習近平は北京市出身だが、父（習仲勲）の出身地である陝西省富平県を籍貫としている。
共産党員でない一般国民の籍貫については、国民の戸籍を管理する部署である公安部が1995年に発表した「公安部関於啓用新的常住人口登記表和居民戸口簿有関事項的通知」にて規定されている。それによれば籍貫は「本人の祖父の居住地」と定義され、戸籍の「籍貫」欄に省級行政区（省・自治区・直轄市）と県級行政区（区・県級市・県）までを記入する必要がある。中華人民共和国に帰化した外国人の場合は、帰化する前の出身国の名称を籍貫として記入する。

## ギャラリー
- 呉孟超のパスポート（1940年発行）
「籍貫」欄に「福建閩清」とある
- 汪兆銘政権のパスポート（未使用）
「籍貫」欄がある
- 中華人民共和国出入境通行証（中国語版）（1952年発行）
「籍貫」欄に「浙江鎮海人」とある
- 鄭大洽のパスポート（1964年発行）
「籍貫」欄に「台湾省澎湖県」とある